# Championnats du monde de ski nordique 1987

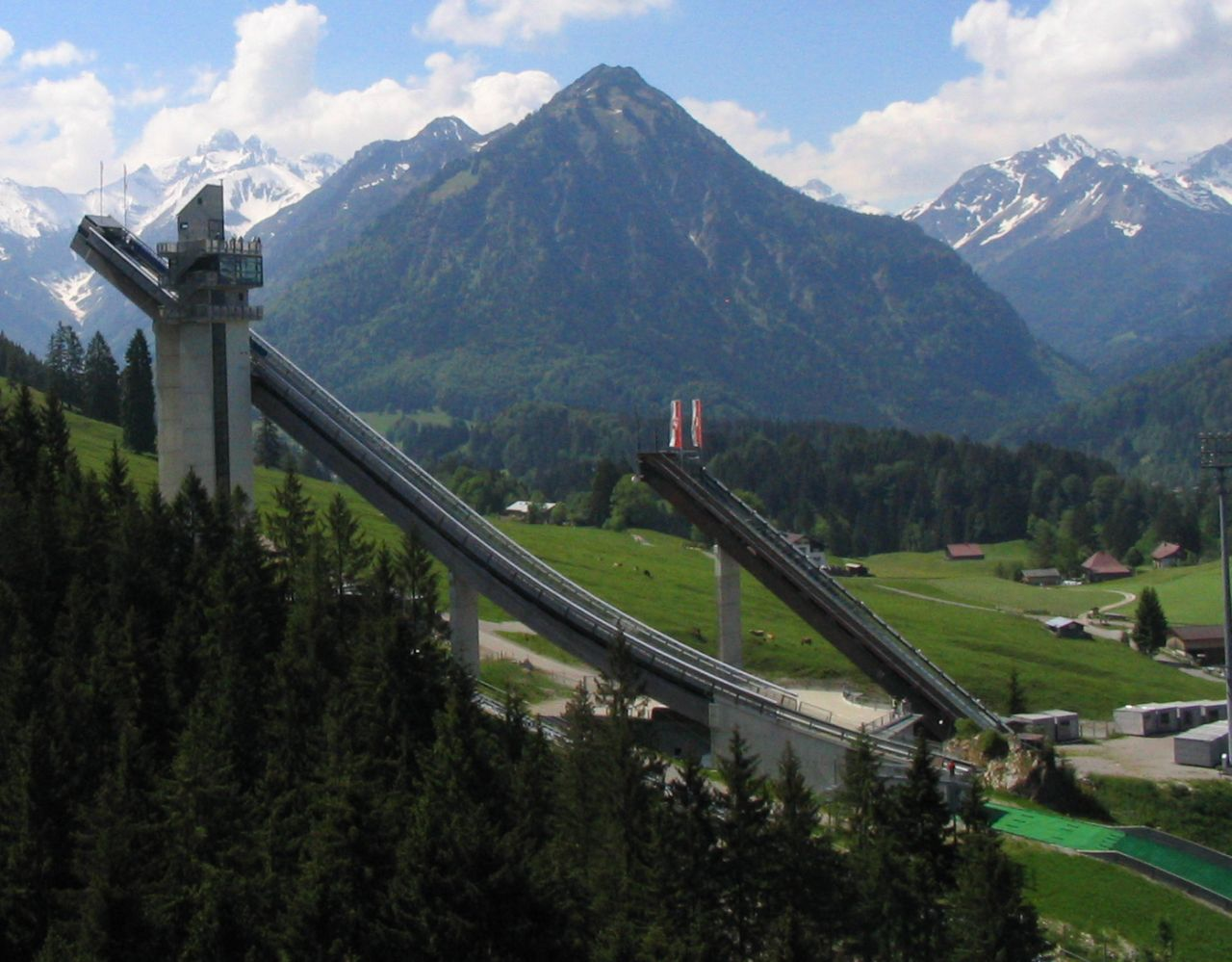
Erdinger Arena, Oberstdorf

Championnats du monde de ski nordique. L'édition 1987 s'est déroulée à Oberstdorf (Allemagne) du 12 février au 21 février.

## Palmarès

### Ski de fond

#### Hommes
| Épreuve                                     | Or                                                          | Argent                                                                                  | Bronze                                                               |
| 15 février : Ski de fond 15 km classique H  | Marco Albarello                                             | Thomas Wassberg                                                                         | Mikhail Devyatyarov                                                  |
| 12 février : Ski de fond 30 km classique H  | Thomas Wassberg                                             | Aki Karvonen                                                                            | Christer Majbäck                                                     |
| 21 février : Ski de fond 50 km libre H      | Maurilio De Zolt                                            | Thomas Wassberg                                                                         | Torgny Mogren                                                        |
| 15 février : Ski de fond relais 4 × 10 km H | Suède Erik Östlund Gunde Svan Thomas Wassberg Torgny Mogren | Union soviétique Alexander Batjuk Vladimir Smirnov Mikhail Devyatyarov Vladimir Sakhnov | Norvège Ove Aunli Vegard Ulvang Pål Gunnar Mikkelsplass Terje Langli |

#### Femmes
| Épreuve                                    | Or                                                                              | Argent                                                     | Bronze                                                                        |
| 16 février : Ski de fond 5 km classique F  | Marjo Matikainen                                                                | Anfisa Reztsova                                            | Evi Kratzer                                                                   |
| 13 février : Ski de fond 10 km classique F | Anne Jahren                                                                     | Marjo Matikainen                                           | Brit Pettersen                                                                |
| 20 février : Ski de fond 20 km libre F     | Marie-Helene Östlund                                                            | Anfisa Reztsova                                            | Larisa Lazutina                                                               |
| 17 février : Ski de fond relais 4 × 5 km F | Union soviétique Antonina Ordina Nina Gawriljuk Larisa Lazutina Anfisa Reztsova | Norvège Marianne Dahlmo Nina Skeime Anne Jahren Anette Bøe | Suède Magdalena Wallin Karin Lamberg-Skog Annika Dahlmann Marie-Helene Westin |

### Combiné nordique
| Épreuve                                  | Or                                                                  | Argent                                                        | Bronze                                                             |
| 13 février :Combiné nordique K90 / 15 km | Torbjørn Løkken                                                     | Trond-Arne Bredesen                                           | Hermann Weinbuch                                                   |
| 14 février :Combiné nordique par équipe  | Allemagne de l'Ouest Hermann Weinbuch Hans-Peter Pohl Thomas Müller | Norvège Hallstein Bøgseth Trond-Arne Bredesen Torbjørn Løkken | Union soviétique Sergey Chervyakov Andreï Doundoukov Allar Levandi |

### Saut à ski
| Épreuve                            | Or                                                                   | Argent                                                                           | Bronze                                                                    |
| 20 février : Saut à ski K90        | Jiří Parma                                                           | Matti Nykänen                                                                    | Vegard Opaas                                                              |
| 17 février : Saut à ski K120       | Andreas Felder                                                       | Vegard Opaas                                                                     | Ernst Vettori                                                             |
| 15 février : Saut à ski par équipe | Finlande Matti Nykänen Ari-Pekka Nikkola Tuomo Ylipulli Pekka Suorsa | Norvège Ole Christian Eidhammer Hroar Stjernen Ole Gunnar Fidjestøl Vegard Opaas | Autriche Ernst Vettori Richard Schallert Franz Neuländtner Andreas Felder |

## Résultats

### Saut à ski

#### K90
| Place | Nation             | Athlète           |
| ----- | ------------------ | ----------------- |
| 1er   | Tchécoslovaquie    | Jiří Parma        |
| 2e    | Finlande           | Matti Nykänen     |
| 3e    | Norvège            | Vegard Opaas      |
| 4e    | Norvège            | Hroar Stjernen    |
| 5e    | Allemagne de l'Est | Jens Weißflog     |
| 6e    | Finlande           | Ari-Pekka Nikkola |

#### K120
| Place | Nation               | Athlète        |
| ----- | -------------------- | -------------- |
| 1er   | Autriche             | Andreas Felder |
| 2e    | Norvège              | Vegard Opaas   |
| 3e    | Autriche             | Ernst Vettori  |
| 4e    | Yougoslavie          | Matjaž Zupan   |
| 5e    | Allemagne de l'Ouest | Thomas Klauser |
| 6e    | Allemagne de l'Est   | Mike Arnold    |

## Récapitulatif des médailles par pays
| Rang | Nations            | Médaille d'or | Médaille d'argent | Médaille de bronze | Total |
| ---- | ------------------ | ------------- | ----------------- | ------------------ | ----- |
| 1    | Suède              | 3             | 2                 | 3                  | 8     |
| 2    | Norvège            | 2             | 5                 | 3                  | 10    |
| 3    | Finlande           | 2             | 3                 | -                  | 5     |
| 4    | Italie             | 2             | -                 | -                  | 2     |
| 5    | Union soviétique   | 1             | 3                 | 3                  | 7     |
| 6    | Autriche           | 1             | -                 | 2                  | 3     |
| 7    | Allemagne de l'Est | 1             | -                 | 1                  | 2     |
| 8    | Tchécoslovaquie    | 1             | -                 | -                  | 1     |
| 9    | Suisse             | -             | -                 | 1                  | 1     |